# Герб Емтланда
Герб Емтланда (швед. Jämtlands vapen) — символ исторической провинции (ландскапа)
Емтланд, Швеция. Также используется как элемент герба современного административно-территориального образования лена Емтланд.

## История
Герб ландскапа разработан для похоронной процессии короля Густава Вазы 1560 года.

## Описание (блазон)
В лазоревом поле серебряный лось с червлеными рогами и копытами, перед которым вздыблена золотая собака обращённая влево, а на спине лося сидит золотой сокол.

## Содержание
Первоначально сюжет герба трактовался как нападение волка и орла на лося. При упорядочении герба в 1935 году, содержание герба определено как сюжет охоты с собакой и соколом на лося.
Герб ландскапа может увенчиваться герцогской короной.

Герб ландскапа с герцогской короной